# Pensiero laterale
Con il termine pensiero laterale, coniato dallo psicologo maltese Edward De Bono, si intende una modalità di risoluzione di problemi logici (problem solving) che prevede un approccio particolare, ovvero l'osservazione del problema da diverse angolazioni, contrapposta alla tradizionale modalità che prevede concentrazione su una soluzione diretta al problema.
Una soluzione diretta prevede il ricorso alla logica sequenziale, risolvendo il problema partendo dalle considerazioni che sembrano più ovvie, il pensiero laterale se ne discosta (da cui il termine laterale) e cerca punti di vista alternativi per cercare la soluzione.

## Pensiero laterale e strumenti
Il principio che sta alla base di questa modalità è simile al pensiero divergente: per ciascun problema è sempre possibile individuare diverse soluzioni, alcune delle quali emergono solo
- prescindendo da quello che inizialmente appare l'unico percorso possibile
- cercando elementi, idee, intuizioni, spunti fuori dal dominio di conoscenza e dalla rigida catena logica.

È importante quindi disporre di modalità e strumenti che facilitino questi processi di pensiero, per generare creativamente ipotesi da abbinare e combinare con le conoscenze già possedute, fino al raggiungimento dell'obiettivo prefissato.
È il caso delle mappe creative, che consentono al contempo di fermare le idee e di registrarle, predisponendole per essere poi rielaborate. Tra queste si collocano anche le mappe mentali di Tony Buzan oppure le solution map, che possono essere utilizzate per facilitare lo svolgimento di sessioni creative basate su tecniche come i sei cappelli per pensare.

## Tecniche del pensiero laterale
Nel libro "Creatività e pensiero laterale", De Bono propone alcune tecniche per poter studiare un problema attraverso il pensiero laterale. Tra queste:
- Creare alternative
- Mettere in discussione i presupposti
- Inversione
- Frazionamento
- Stimolo casuale
- Analogie
- Provocazione
- Assurdo
- Errore
- Brainstorming

## Esempio di applicazione

### Problema
Famoso è il rompicapo dell'elettricista pigro e dei tre interruttori. In una prima stanza chiusa, è contenuta una lampadina ad incandescenza; nella seconda stanza, da cui la prima non è direttamente visibile, ci sono tre interruttori. Solo uno di questi interruttori accende la lampadina.
Potendo azionare i tre interruttori a proprio piacimento, e potendo andare nella stanza chiusa solo una volta per verificare lo stato della lampadina, come si può determinare l'interruttore in grado di accenderla?
Le condizioni iniziali sono: 
1. Lampadina spenta
2. Tutti gli interruttori in posizione off

### Soluzione
Si mettono due interruttori (che chiameremo 1 e 2) su ON, si attende qualche minuto e se ne spegne uno (noi diremo il numero 1). Si va quindi a controllare la lampadina. 
- Se la lampadina è accesa l'interruttore giusto è il numero 2.
- Se la lampadina è spenta ma calda l'interruttore giusto è l'1.
- Se la lampadina è spenta e fredda l'interruttore giusto è il numero 3.

Il problema è conosciuto, e proposto molte volte su Internet e su riviste. Giorgio Dendi, creatore di giochi, lo propone con 4 interruttori, e stessa situazione.
Soluzione: 
- Premo A e B (quindi A e B vanno in ON, C e D rimangono in OFF)
- dopo 10 minuti premo B e C (quindi B torna su OFF e C va su ON) ed entro.
- Verifica:
  - La lampadina è accesa e calda ⇒ A;
  - spenta e calda ⇒ B;
  - accesa e fredda ⇒ C;
  - spenta e fredda ⇒ D.

### Considerazioni
L'approccio diretto al problema si rivela impossibile: da un punto di vista puramente logico, una lampadina può essere solamente accesa o spenta, quindi essere in uno di due stati possibili.
L'unico modo per risolverlo è utilizzare un'ulteriore condizione parallela "fisica" (il fatto che una lampadina accesa si scaldi) che permetta di aggiungere un terzo stato distinguibile dai primi due.